# Các eo biển Thổ Nhĩ Kỳ

Bosphorus (màu đỏ), Dardanelles (màu vàng), và Biển Marmara) ở giữa, được gọi chung là các Eo biểnThổ Nhĩ Kỳ

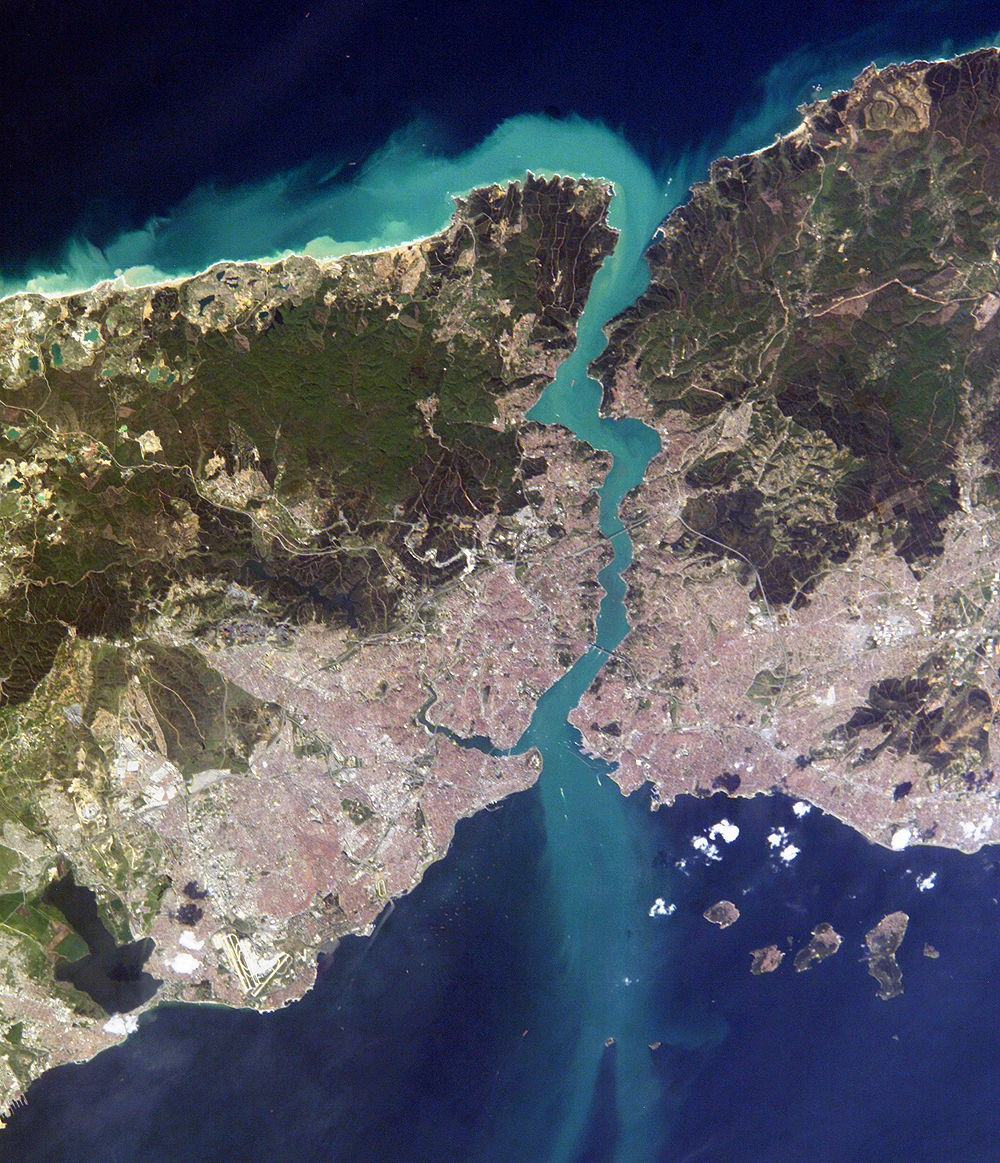
Hình ảnh vệ tinh của Bosphorus, được lấy từ ISS vào tháng 4 năm 2004. Phần nước ở trên cùng là Biển Đen, phần dưới cùng là Biển Marmara, và Bosphorus là đường thủy dọc quanh co kết nối cả hai. Các bờ phía tây của Bosphorus tạo thành điểm khởi đầu về địa lý của Châu Âu một lục địa, trong khi các ngân hàng ở phía đông là những điểm khởi đầu về địa lý của lục địa Châu Á. Thành phố Istanbul có thể nhìn thấy dọc theo cả hai bờ.

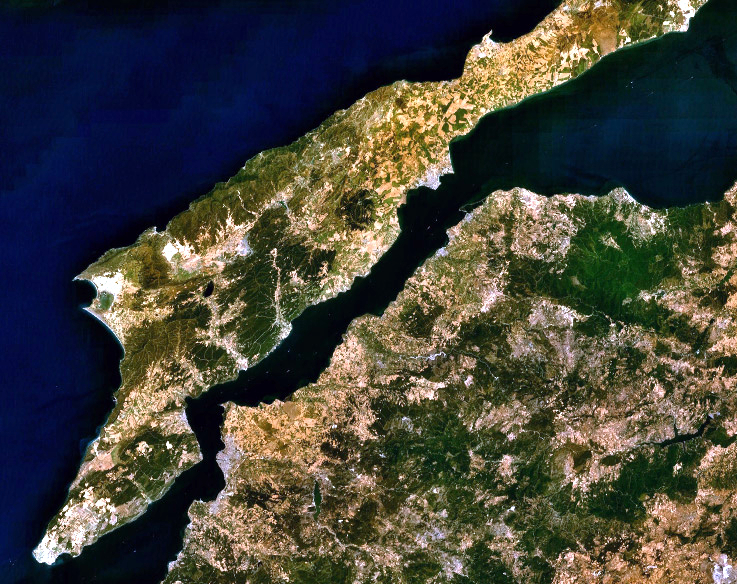
Hình ảnh vệ tinh của Dardanelles, được chụp từ Landsat 7 vào tháng 9 năm 2006. Phần nước ở phía trên bên trái là Biển Aegean, trong khi phần ở phía trên bên phải là Biển Marmara. Bán đảo trên hòn đảo dài và hẹp là Gallipoli (Gelibolu), và tạo thành bờ của lục địa Châu Âu, còn bán đảo phía dưới là Troad (Biga) và tạo thành bờ của lục địa Châu Á. Dardanelles là đường thủy có độ nghiêng chạy theo đường chéo giữa hai bán đảo, từ đông bắc đến tây nam. Thành phố Çanakkale có thể nhìn thấy dọc theo bờ bán đảo thấp hơn.

Các eo biển Thổ Nhĩ Kỳ (tiếng Thổ Nhĩ Kỳ: Türk Boğazları) là một loạt các tuyến đường thủy quốc tế quan trọng ở tây bắc Thổ Nhĩ Kỳ nối liền biển Aegean và Địa Trung Hải với Biển Đen.
Chúng bao gồm Dardanelles, biển Marmara và Bosphorus, tất cả các phần của lãnh hải có chủ quyền của Thổ Nhĩ Kỳ và chịu sự điều tiết của các vùng nước nội địa. Họ thường được coi là ranh giới giữa châu Âu và châu Á, cũng như đường phân chia giữa Thổ Nhĩ Kỳ châu Âu và Thổ Nhĩ Kỳ châu Á.
Do tầm quan trọng chiến lược của chúng trong thương mại quốc tế, chính trị và chiến tranh, các eo biển Thổ Nhĩ Kỳ đã đóng một vai trò quan trọng trong lịch sử châu Âu và thế giới, và từ đó được điều hành phù hợp với Công ước Montreux năm 1936.

## Địa lý
Là các tuyến đường thủy biển, các eo biển Thổ Nhĩ Kỳ kết nối các biển khác nhau dọc theo Đông Địa Trung Hải, Balkans, Cận Đông, và Tây Á-Âu. Đặc biệt, eo biển cho phép các kết nối hàng hải từ Biển Đen đến Biển Aegean và Địa Trung Hải, Đại Tây Dương thông qua Gibraltar và Ấn Độ Dương thông qua Kênh đào Suez, làm cho chúng trở thành các tuyến đường thủy quốc tế quan trọng, đặc biệt là cho việc chuyển hàng từ Nga.
Thổ Nhĩ Kỳ Eo biển được tạo thành từ các tuyến đường thủy sau đây:
Bosphorus (Bosporus, Thổ Nhĩ Kỳ: Boğaziçi hoặc İstanbul Boğazı, "Eo biển Strait"), dài khoảng 30 km (19 dặm) và chỉ rộng 700 mét (2,300 ft), kết nối Biển Marmara với Biển Đen ở phía Bắc. Nó chạy qua thành phố Istanbul, làm cho nó thành một thành phố nằm trên hai lục địa. Nó được vượt qua bởi ba cây cầu treo (cầu Bosphorus, cầu Fatih Sultan Mehmet và cầu Yavuz Sultan Selim) và đường hầm xe lửa Marmaray dưới nước. Có một đường hầm dưới nước thứ hai đang được xây dựng cho người sử dụng đường sá. Có nhiều kế hoạch để tiếp tục vượt qua được thảo luận ở các giai đoạn khác nhau.
Dardanelles (Thổ Nhĩ Kỳ: Çanakkale Boğazı, "Çanakkale Strait"), dài 68 km (42 dặm) và rộng 1.2 km (0.75 mi), kết nối biển Marmara với Địa Trung Hải ở phía tây nam, gần thành phố Çanakkale. Trong Cổ đại Hy-La, eo biển Dardanelles được biết đến như Hellespont. Eo biển và bán đảo Gallipoli (Gelibolu) trên bờ biển phía Tây là nơi xảy ra Trận Gallipoli trong Thế chiến I. Hiện tại, không có đường vượt qua qua eo biển, nhưng trong những năm gần đây đã có những kế hoạch cho một dự án cầu treo như là một phần trong kế hoạch mở rộng mạng lưới đường cao tốc quốc gia.
Sự phát triển của các hoạt động kinh tế đe doạ hệ sinh thái biển bao gồm cá heo và cá heo cảng.